# Ronde van Vlaanderen 1998
De 82e editie van Ronde van Vlaanderen werd verreden op 5 april 1998. Het parcours had een totale lengte van 277 kilometer met start in Brugge en finish in Meerbeke. De wedstrijd werd gewonnen door de Belg Johan Museeuw met een enorme versnelling op de Tenbossestraat. Ze werd afgelegd aan een gemiddelde snelheid van 40,533 km/u.

## Hellingen
| - Den Ast - Kattenberg - Achterberg - Molenberg - Kluisberg | - Knokteberg - Oude Kwaremont - Paterberg - Kortekeer - Taaienberg | - Eikenberg - Berendries - Tenbosse - Muur-Kapelmuur - Bosberg |

## Uitslag
| Ronde van Vlaanderen 1998 |                     |                       |          |
| Plaats                    | Naam                | Ploeg                 | Tijd     |
| Winnaar                   | Johan Museeuw       | Mapei - Bricobi       | 6u50'02" |
| 2                         | Stefano Zanini      | Mapei - Bricobi       | + 43"    |
| 3                         | Andrei Tchmil       | Lotto - Mobistar      | z.t.     |
| 4                         | Emmanuel Magnien    | La Française des Jeux | z.t.     |
| 5                         | Peter Van Petegem   | TVM                   | z.t.     |
| 6                         | Michele Bartoli     | Asics - CGA           | z.t.     |
| 7                         | Vjatsjeslav Jekimov | US Postal Service     | z.t.     |
| 8                         | Franco Ballerini    | Mapei - Bricobi       | z.t.     |
| 9                         | Gianluca Bortolami  | Festina - Lotus       | + 50"    |
| 10                        | Wilfried Peeters    | Mapei - Bricobi       | + 58"    |
|                           |                     |                       |          |
| 18                        | Maarten den Bakker  | Rabobank              | z.t.     |

1913 · 
1914 · 
1915 · 
1916 · 
1917 · 
1918 · 
1919 · 
1920 · 
1921 · 
1922 · 
1923 · 
1924 · 
1925 · 
1926 · 
1927 · 
1928 · 
1929 · 
1930 · 
1931 · 
1932 · 
1933 · 
1934 · 
1935 · 
1936 · 
1937 · 
1938 · 
1939 · 
1940 · 
1941 · 
1942 · 
1943 · 
1944 · 
1945 · 
1946 · 
1947 · 
1948 · 
1949 · 
1950 · 
1951 · 
1952 · 
1953 · 
1954 · 
1955 · 
1956 · 
1957 · 
1958 · 
1959 · 
1960 · 
1961 · 
1962 · 
1963 · 
1964 · 
1965 · 
1966 · 
1967 · 
1968 · 
1969 · 
1970 · 
1971 · 
1972 · 
1973 · 
1974 · 
1975 · 
1976 · 
1977 · 
1978 · 
1979 · 
1980 · 
1981 · 
1982 · 
1983 · 
1984 · 
1985 · 
1986 · 
1987 · 
1988 · 
1989 · 
1990 · 
1991 · 
1992 · 
1993 · 
1994 · 
1995 · 
1996 · 
1997 · 
1998 · 
1999 · 
2000 · 
2001 · 
2002 · 
2003 · 
2004 · 
2005 · 
2006 · 
2007 · 
2008 · 
2009 · 
2010 · 
2011 · 
2012 · 
2013 · 
2014 · 
2015 · 
2016 · 
2017 · 
2018 · 
2019 · 
2020 · 
2021 · 
2022 · 
2023 · 
2024
Lijst van beklimmingen